# フレンスブルク市電
フレンスブルク市電（フレンスブルクしでん、ドイツ語: Straßenbahn Flensburg）は、かつて西ドイツ（現：ドイツ）の都市・フレンスブルクに存在した路面電車。1881年に開通した馬車鉄道をルーツに持ち、1900年代に電化されたが、1973年までに全区間が廃止された。

## 歴史
フレンスブルク市電の歴史は、同都市の交通状態の改善を目的としてベルリンのライマー・ウント・マッシュ社（Reymer und Masch）が馬車鉄道の建設申請を1880年に申請した事に始まった。翌1881年1月にフレンスブルク市から25年間の運営権を獲得した同社は、運営企業としてフレンスブルク軌道株式会社（Flensburger Straßenbahn- Actien-Gesellschaft）を設立し、工事を経て同年4月1日から営業運転を開始し、同年6月には延伸も実施された。
だが、開通後の利用客は芳しくなく、株主への利益配分が不可能となる事態に陥った。それを改善すべく、1890年代以降軌間の標準軌（1,435 mm）からメーターゲージ（1,000 mm）への変更による車両の小型化・軽量化、増便、ワンマン運転の導入などの施策が行われ、株主への配当が可能な状況となった。だが、最終的にフレンスブルク市は運営権に関する契約の更新を行わない事を決定し、1906年1月以降馬車鉄道はフレンツベルク市による運営に切り替えられた。これは将来的な電化を視野に入れた施策でもあり、電化工事で支障をきたす一部の経路変更を経て、1907年7月6日から路面電車の運行が開始された。
路面電車は市民から好評を受け、営業成績は初年度から黒字を記録した。これを受け、車両の増備や路線の延伸が積極的に行われ、1912年には総延長が14.7 kmに拡大した。その後、第一次世界大戦中はミュルヴィク海軍管理局（Marineverwaltung Mürwik）へ物資を輸送するための貨物専用線が設けられた。
終戦後、戦前から計画されていたガラス工場への路線を含めた延伸が1922年に実施されたが、ハイパーインフレーションを経て利用客数が戦前の状態に戻ったのは1924年以降となった。一方、同年代にはフレンスブルクと周辺地域間の移動の利便性を強化する一環として、フレンスブルク地方鉄道（Flensburger Kreisbahn）の一部区間を電化の上で市電の系統に編入する事となり、1925年9月1日から営業運転を開始した。これに合わせ、フレンスブルク市電初となるボギー車の導入も実施された。だが、この路線の利用実績は予想を大幅に下回り、1934年に廃止された。
一方で同年には新たな区間が開通したが、この延伸区間には急勾配が存在し、車両の出力不足が課題となった。それを受け、フレンスブルク市は当時近代的な交通機関として注目され、勾配区間の走行の面で路面電車よりも有利であったトロリーバスの導入を決定し、1943年に路面電車の一部区間を置き換える形で営業運転を開始した。だが、空襲の影響で路面電車、トロリーバス共に1945年4月に営業運転を休止する事態となり、1946年の再開まで復旧作業が実施された。

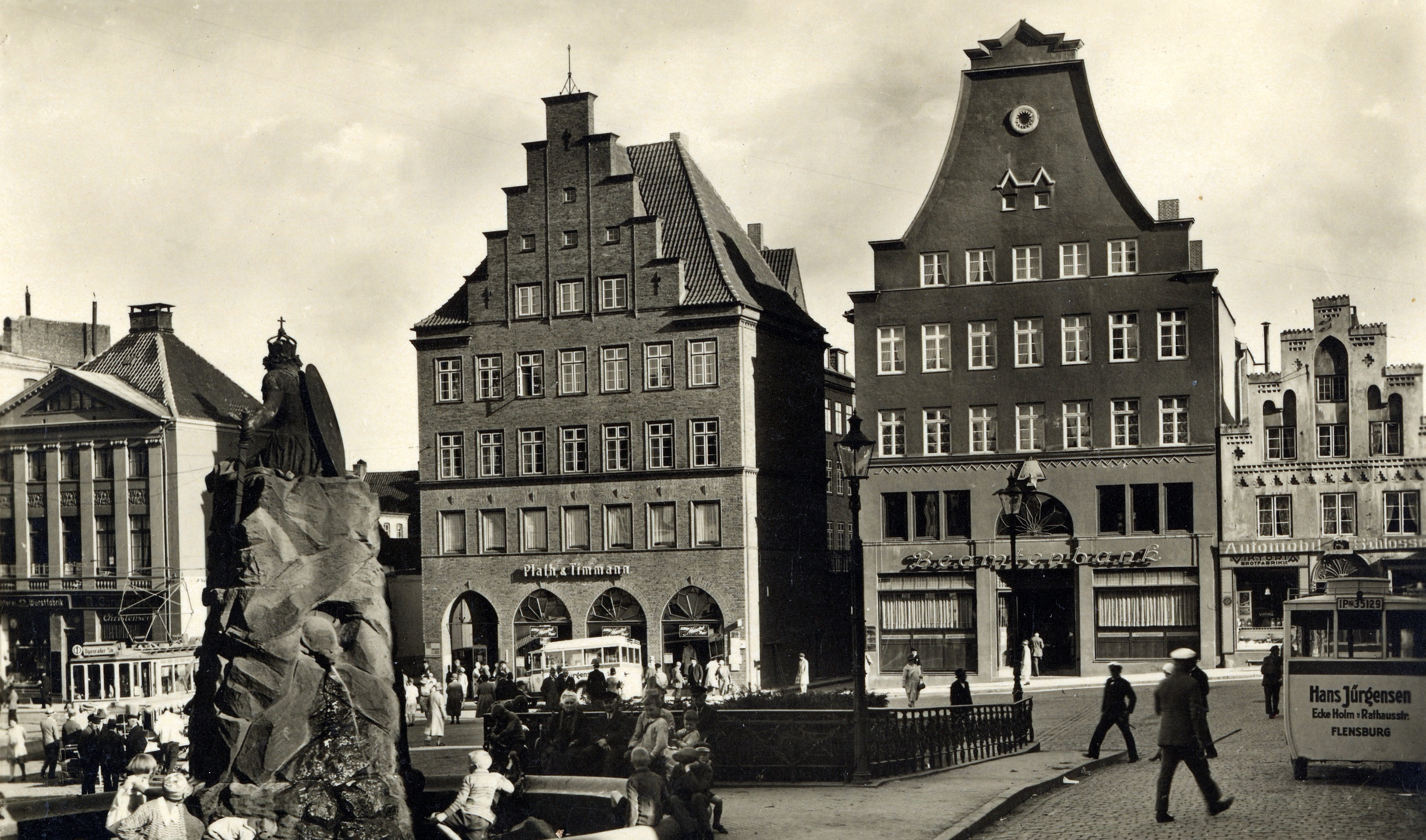
1930年代のフレンスブルク市内 路面電車が左側に映る

戦後は1950年代初期に新型電車を多数導入し、老朽化した電車の置き換えが実施されたが、それ以上の近代化や施設の改修工事には多額の費用がかかる事に加え、モータリーゼーションによる遅延も相次ぎ、更にディーゼルバスの性能向上が注目されるようになった。その結果、1957年9月14日にトロリーバスと共にミュルヴィク方面の区間が廃止され、路線バスに置き換えられた事で、フレンスブルクに残る路面電車はフレンスブルク駅（Bahnhof）とオストゼーバードヴェーク（Ostseebadweg）を結ぶ全長4.2 kmの1号線のみとなった。そして、1973年6月2日の営業運転終了、翌6月3日のさよなら運転をもって、フレンスブルク市電の営業運転は終了した。

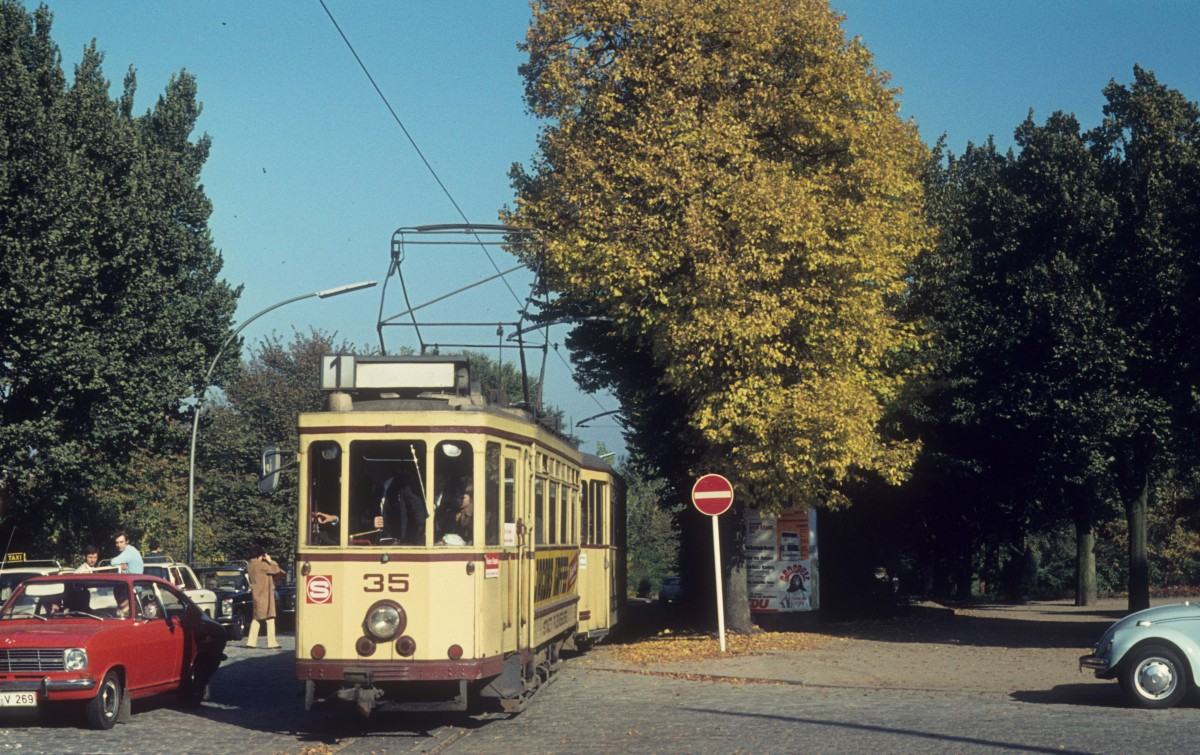
戦前製の電動車（1972年撮影）
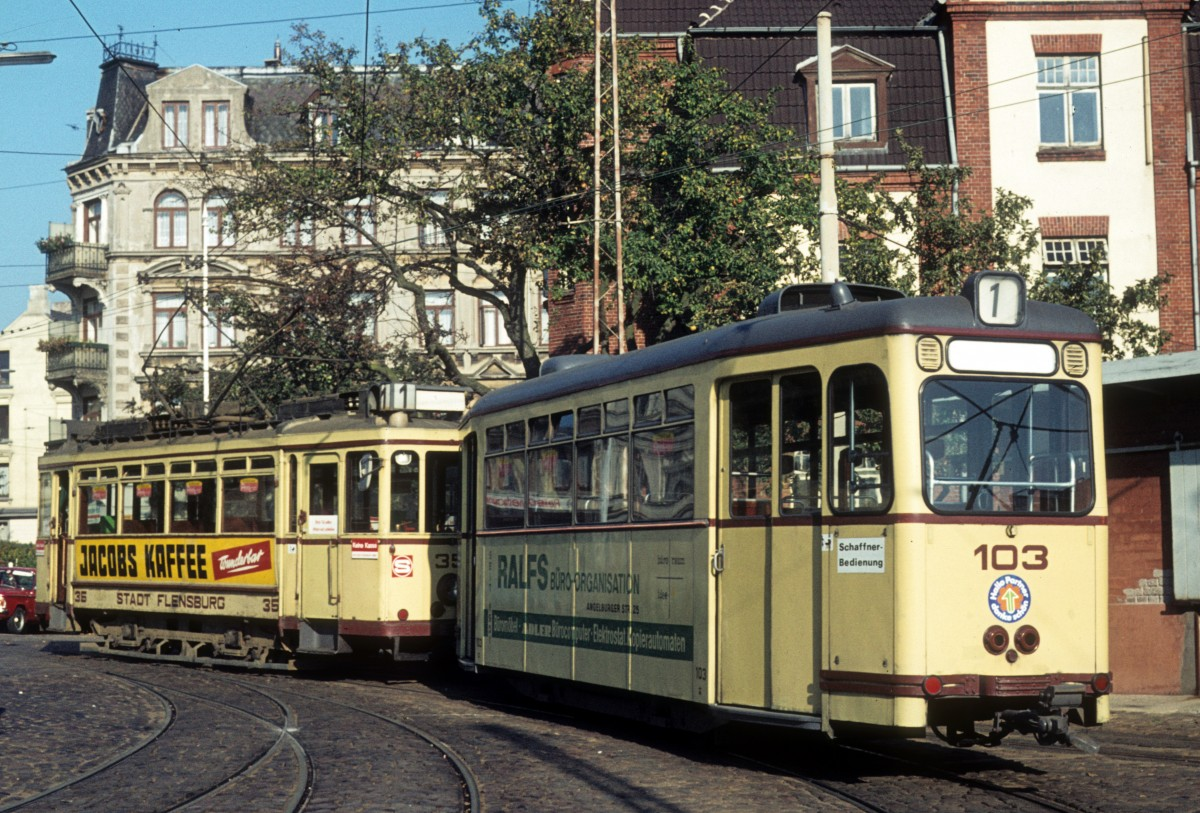
戦前製の電動車（左）が戦後製の付随車（右）を牽引（1972年撮影）
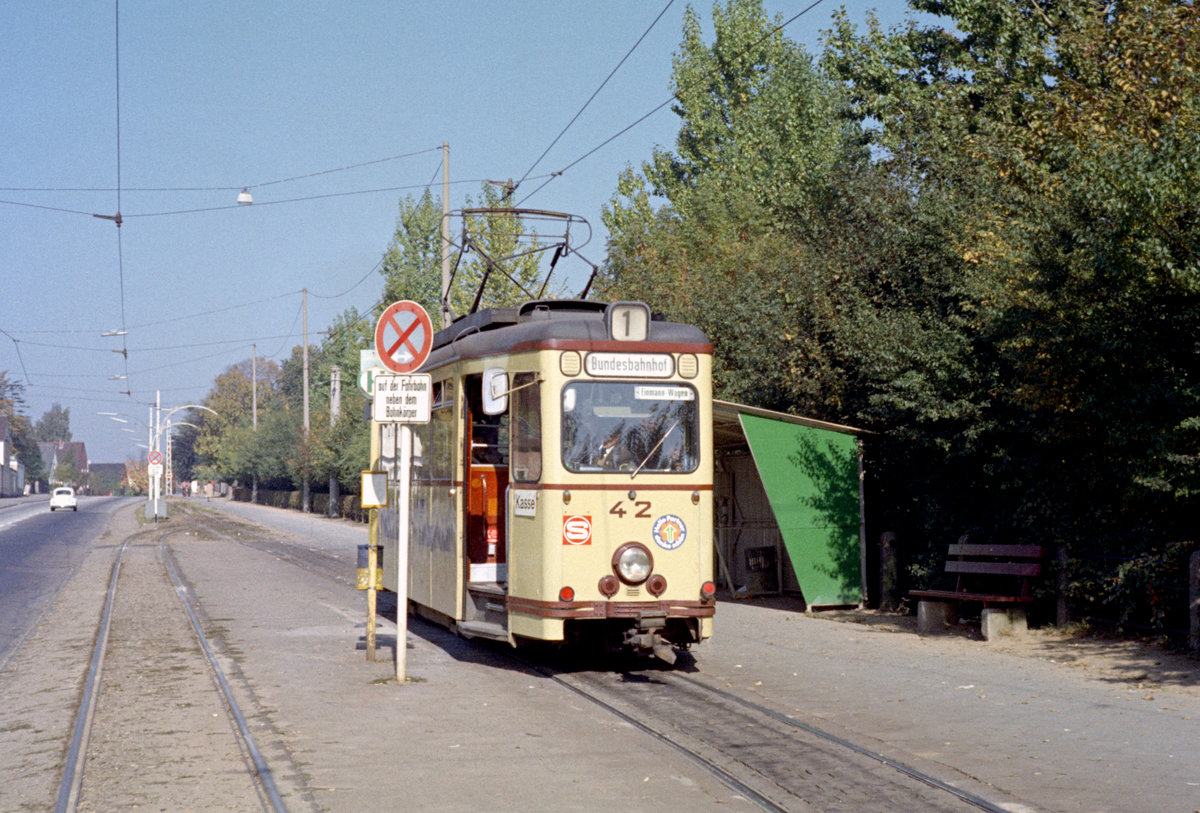
戦後製の電動車（1972年撮影）
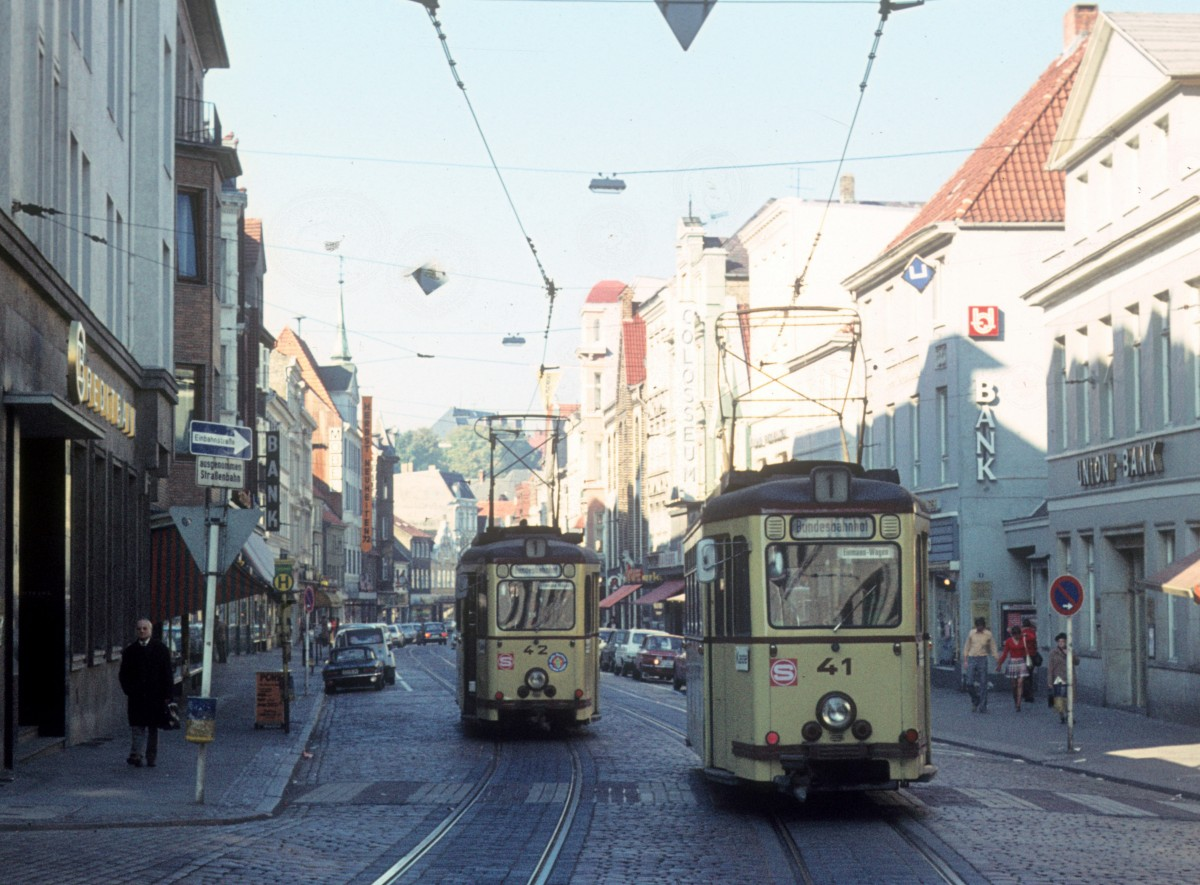
すれ違う戦後製の電動車（1972年撮影）
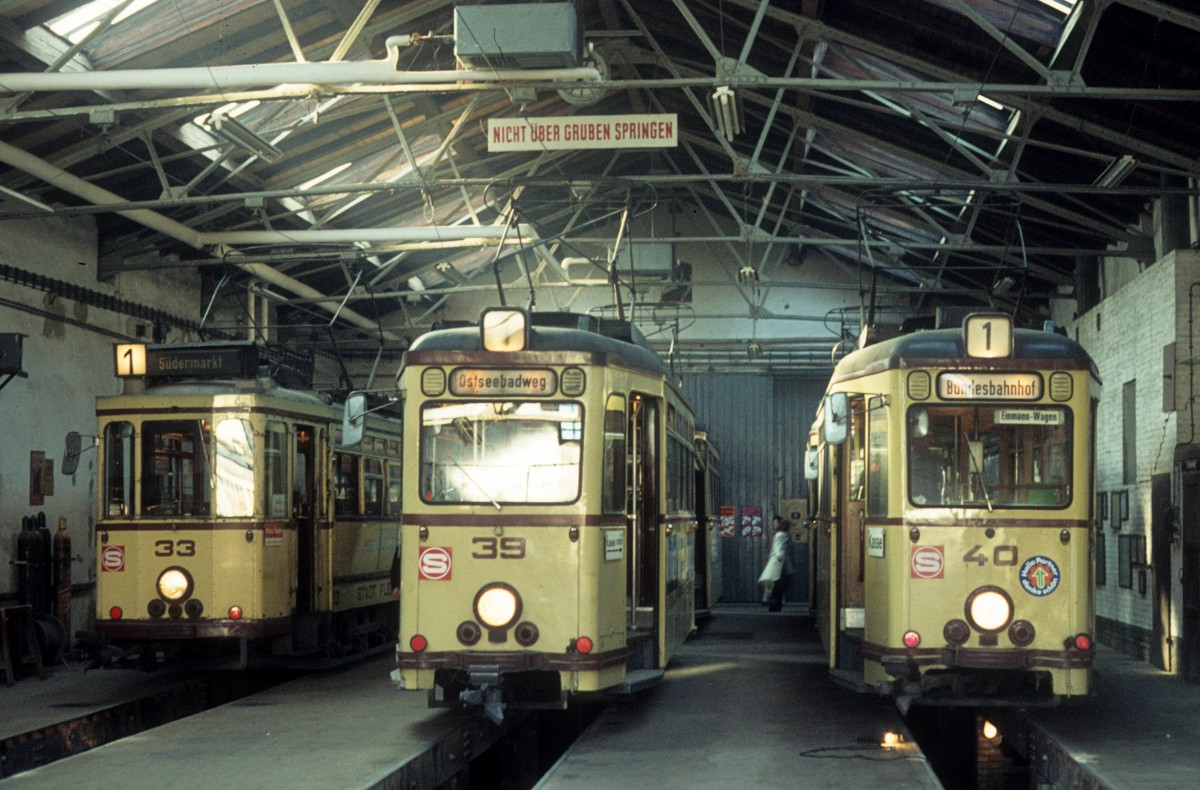
車庫に停車する電車（1972年撮影）

廃止まで使用された車両の大半は解体されたが、一部は博物館や施設で保存されており、そのうちデンマークのショルデナシュホルム路面電車博物館に譲渡された1両（36）は動態保存が行われている。また、アペンラーダー通り（Apenrader Straße）にあった車庫の建物は市電の廃止後は路線バスの車庫として利用されている。

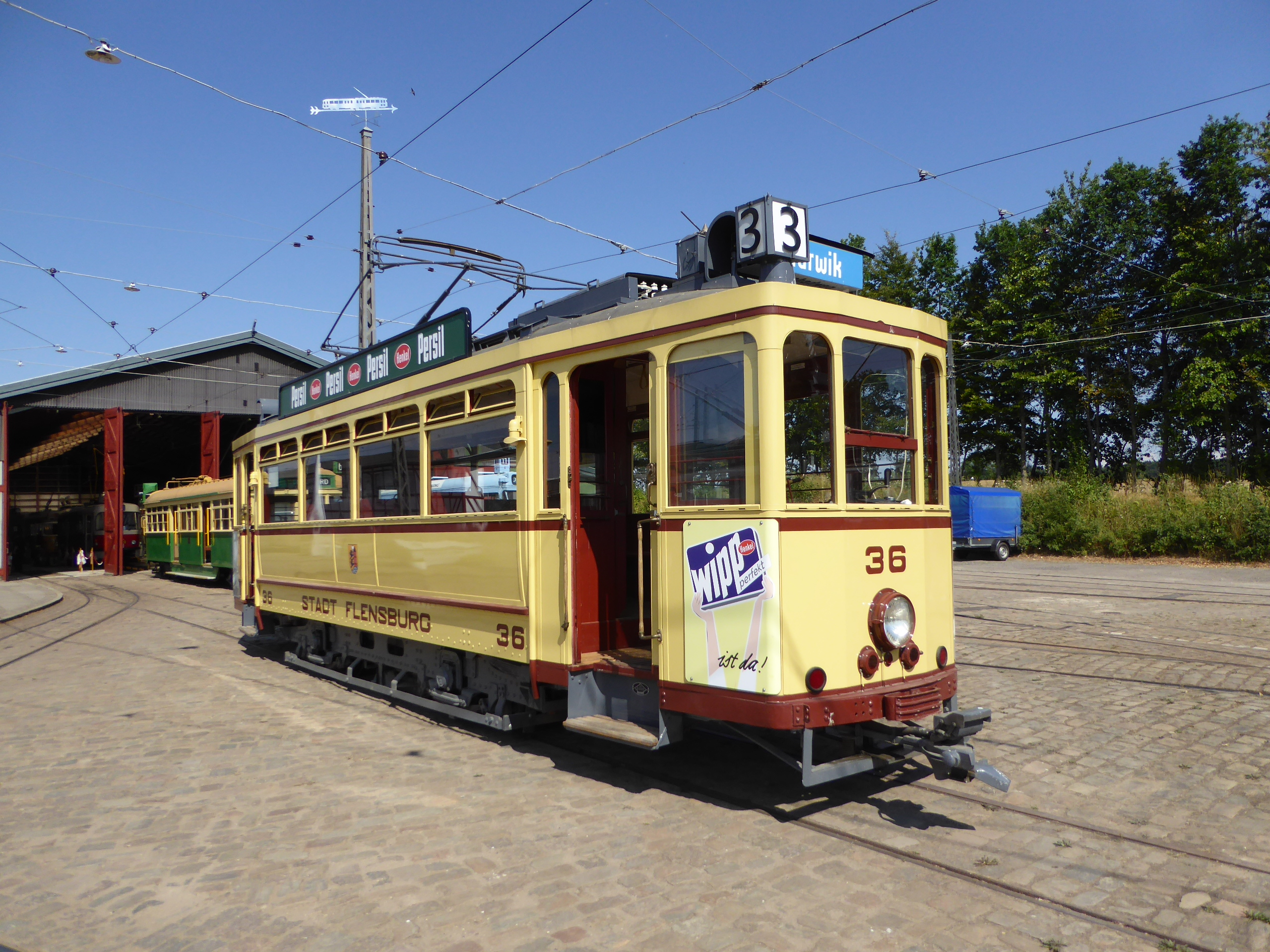
デンマークで動態保存が行われている36（2018年撮影）
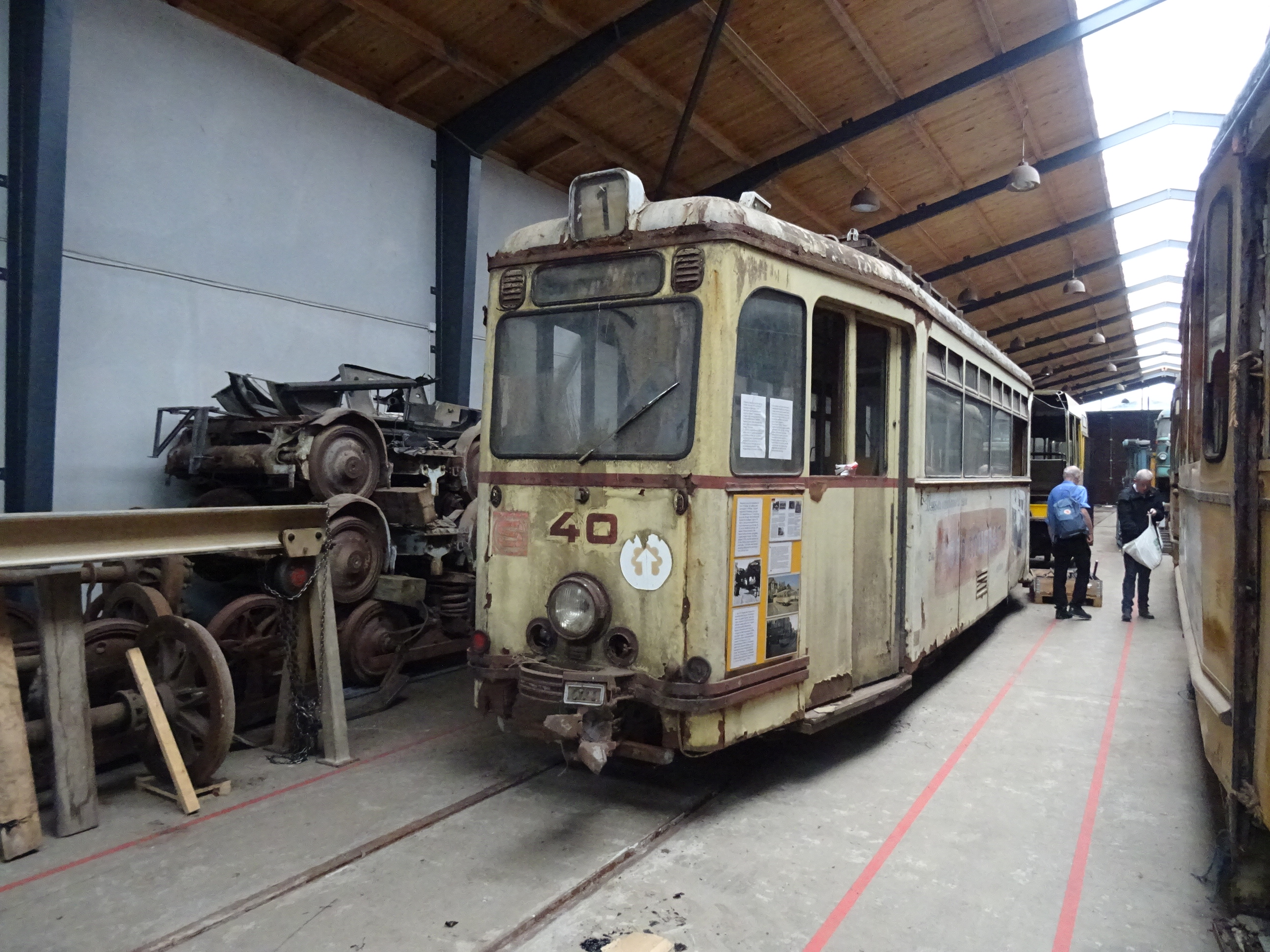
40はショルデナシュホルム路面電車博物館で復元待ちの状態にある（2023年撮影）
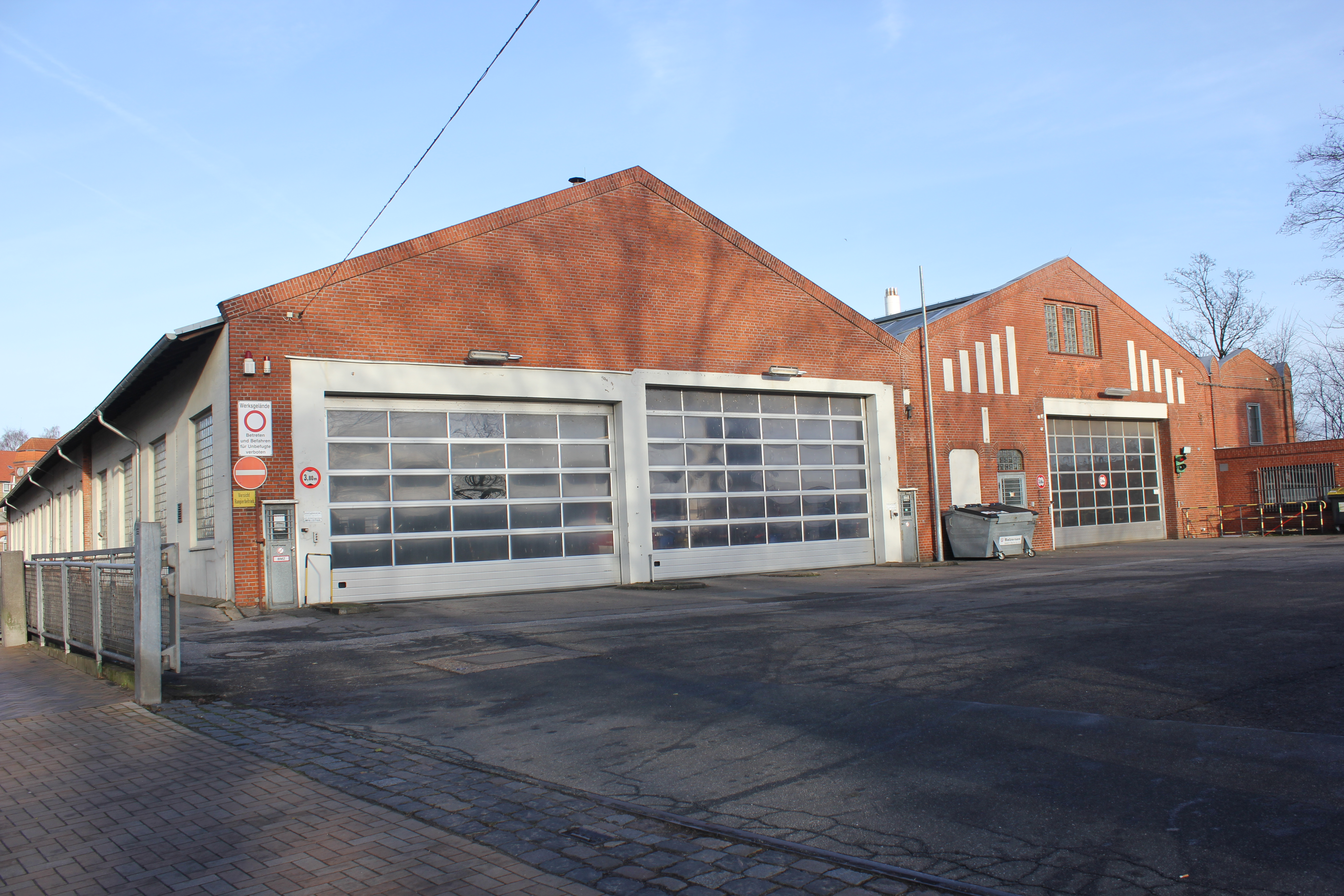
バスの車庫に再利用されている市電の車庫（2013年撮影）
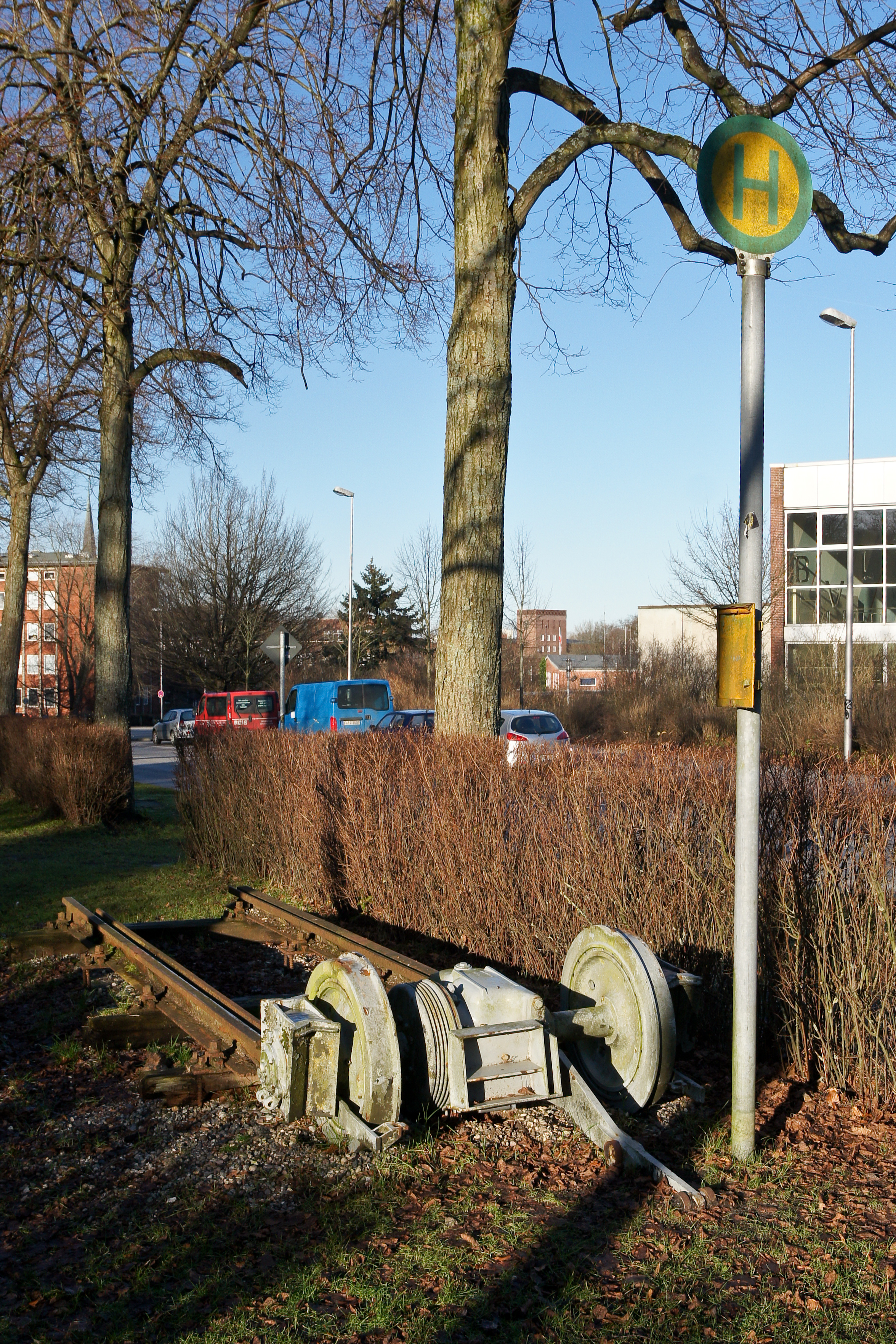
公園に保存されている線路や台車、標識（2012年撮影）